# سعدون سلمان
سعدون سلمان (انگلیسی: Sadoun Salman؛ زادهٔ ۲۸ اوت ۱۹۷۷) بازیکن فوتبال اهل کویت بود.
وی همچنین در تیم ملی فوتبال کویت بازی کرده‌است.